# Voetbalsteward

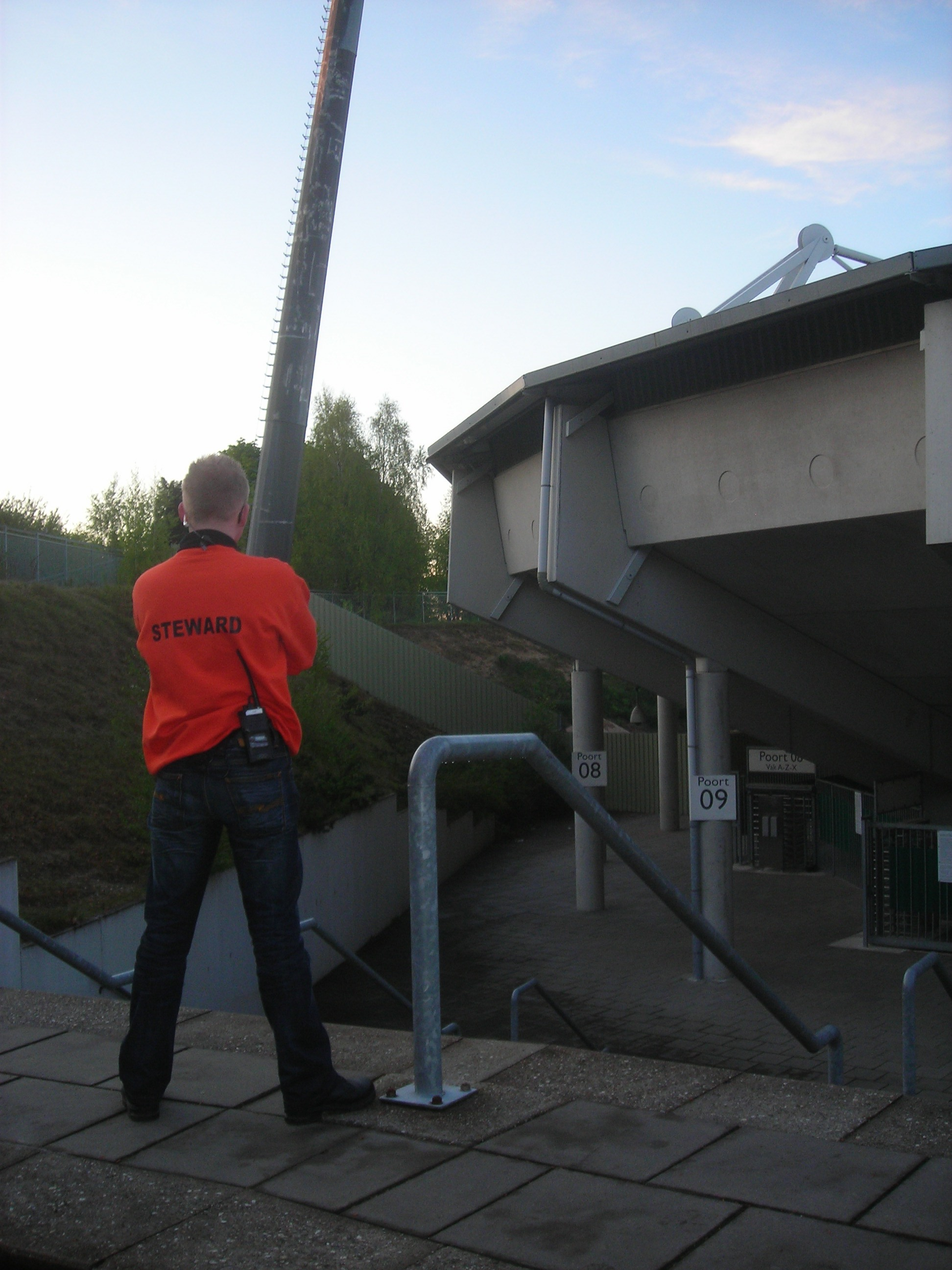
Een voetbalsteward aan het werk

Een voetbalsteward is een persoon die wordt ingezet voor beveiligingswerkzaamheden kort voor, tijdens en kort na de wedstrijd van een betaald voetbalorganisatie in en rond het stadion waar de wedstrijden plaatsvinden. 

## Beveiliging risicowedstrijden
Het uitbreiden van de voetbalcompetitie heeft een toename veroorzaakt van het aantal zogenaamde risicowedstrijden. Hierdoor wordt de beveiliging van dit soort evenementen steeds moeilijker, mede omdat de politie door gebrek aan menskracht en financiële middelen beperkter inzetbaar is. Tegelijkertijd neemt de vraag naar politiezorg toe. Vanuit deze probleemstelling wordt de taak van de voetbalsteward steeds belangrijker. Voetbalstewards zijn een verlengstuk van een betaald voetbalorganisatie. 

## Kwalificaties
Stewards in Nederland moeten in het bezit zijn van een op zijn naam gesteld certificaat Voetbalsteward van de Koninklijke Nederlandse Voetbalbond (KNVB). De steward moet dan wel in dienst zijn van de betaald voetbalorganisatie dan wel in dienst van de eigenaar van het stadion. Voetbal is het enige sportevenement waarvoor de inzet van stewards in de handhaving van de orde wettelijk geregeld is. Om in het bezit te komen van het op naam gesteld certificaat Voetbalsteward van de KNVB moet een voetbalsteward ten minste kennis hebben van de volgende onderwerpen.
- Wet Particuliere Beveiligingsbedrijven en Recherchebureaus (WPBR) uit 1999
- Voorkomende strafbare feiten
- Wettelijke c.q reglementaire bevoegdheden (visiteren en fouilleren)
- Aanhouden en overdragen aan de politie
- Hoe herken je agressief gedrag?
- Praktijkkennis en omgaan met portofoon
- Elementaire kennis van levensreddende handelingen
- Toezicht houden (bij uit- en thuiswedstrijden)

Daarnaast is er in Nederland, net als bij iedere andere beveiliger, toestemming van de Korpschef van Politie nodig om als voetbalsteward te mogen werken. Bij het al-dan-niet verlenen van deze toestemming wordt bijvoorbeeld gekeken naar eventuele justitiële antecedenten (of men een strafblad heeft) en andere persoonlijke omstandigheden. Als de toestemming verleend is, ontvangt de voetbalsteward een oranje legitimatiebewijs. Dit dient men altijd bij zich te dragen en, volgens de tekst van de Wet op de Particuliere Beveiligingsorganisaties en Recherchebureaus (WPBR), "op ieder redelijk verzoek" onmiddellijk te kunnen tonen (denk hierbij aan controles van de politie).
Op het legitimatiebewijs staan, behalve de persoonsgegevens van de steward, ook een aantal andere zeer belangrijke zaken vermeld. Zo staan op de voorzijde de naam en het vergunningsnummer van de werkgever (vaak de club) vermeld, en dient op de achterzijde de specifieke functie (in dit geval 'voetbalsteward') te zijn ingevuld. Overigens mag de steward alleen werken voor de op het bewijs vermelde werkgever; voor werk bij bijvoorbeeld een andere club dient opnieuw een pas te worden aangevraagd.

## Eerste lijn
Door juist en adequate manier optreden van voetbalstewards kunnen veel problemen worden voorkomen. Opstootjes en ongeregeldheden kunnen in de kiem gesmoord worden. Bij ongeregeldheden staat de voetbalsteward in de eerste lijn zodat hij direct handelend kan op treden.